# Station Iwaniska
Station Iwaniska is een spoorwegstation in de Poolse plaats Iwaniska.